# Корнелівка
Корнелі́вка — село в Україні, у Стрийському районі Львівської області. Населення становить 103 особи. Орган місцевого самоврядування — Гніздичівська селищна рада.

## Політика

### Парламентські вибори, 2019
На позачергових парламентських виборах 2019 року у селі функціонувала окрема виборча дільниця № 460386, розташована у приміщенні магазину.
Результати
- зареєстровано 63 виборці, явка 80,95%, найбільше голосів віддано за «Слугу народу» — 29,41%, за Всеукраїнське об'єднання «Батьківщина» — 25,49%, за «Європейську Солідарність» — 13,73%.[2] В одномандатному окрузі найбільше голосів отримав Андрій Кіт (самовисування) — 41,18%, за Олега Канівця (Громадянська позиція) — 13,73%, за Володимира Наконечного (Слуга народу) і Євгенія Гірника (самовисування) — по 11,76%[3].